# 益阳职业技术学院
益阳职业技术学院（英語：Yiyang Vocational & Technical College）位于湖南省益阳市，是湖南省一所高等专科大学。学校坐落在湖南省益阳市资阳区，现有在校师生5000余人

## 历史
2009年2月27日，益阳市人民政府与湖南大学合作创建了“益阳职业技术学院”。

## 学校院系
益阳职业技术学院拥有4个系，2个部，15个专业。

### 系
汽车工程系、经济管理系、机电工程系、生物与信息工程系

### 部
基础课部、继续教育部

## 校训
明德、笃学、精技、创新